# Loi sur le terrorisme de 1967
Internal Security Act, 1982
La loi sur le terrorisme de 1967 (en anglais Terrorism Act, 1967) fut proposée par le gouvernement Vorster et votée par le Parlement sud-africain durant la période de l'apartheid. 
Cette loi reprend et durcit des amendements législatifs en matière de garde à vue et de détention prévue à l'origine dans le Sabotage Act. 

## Procédure législative
En présentant son projet de loi sur le terrorisme au Sénat le 6 juin 1967, le Ministre de la Justice Petrus Cornelius Pelser a souligné que cette loi proposait des mesures drastiques mais nécessaire pour la sécurité de l’Afrique du Sud. La loi fut débattue durant deux jours avant d'être adoptée. Dans son argumentation, et tout en reconnaissant que les crimes visés à l'article 2 sont vaguement définis, Pelser souligne que « l’Afrique du Sud a dépassé le stade de la lutte idéologique contre le communisme » et qu'elle doit combattre maintenant des « armes rouges ». Le parti uni (l'opposition officielle au parlement) apporta son soutien au projet de loi mais présenta des objections concernant les peines encourues et la période de détention illimitée prévue à la section six.

## Objet
La loi vise à interdire toute activité liée à une entreprise de terrorisme ainsi que tout recrutement pour une formation militaire.
Le terrorisme est défini à l'article 2 comme « tout acte commis dans l'intention de troubler l'ordre public ou d'inciter à la commission d'un tel acte ou de conspirer à la perpétrer, une infraction distincte assimilée à de la trahison ». Les actes terroristes visés comprennent le meurtre, la possession d'armes, de munitions, d'explosifs et le fait de recevoir une formation militaire. L'article 3 étend le champ d'application de la loi aux personnes reconnues coupables d’avoir caché ou d'avoir aider «indirectement» une personne qu’elle pourrait croire être un terroriste.

## Article 6 sur la détention
Aux fins d'interrogatoire, sous l'autorité d'un officier supérieur de police (égal ou supérieur au grade de lieutenant-colonel) et du ministre de la justice, l'article 6 de cette loi permet une garde à vue sans nombre de jours limités, sans charges ni inculpations et dans le secret, de toute personne soupçonnée de détenir une information en rapport à une activité considérée comme terroriste. La détention ne prend fin que lorsque le commissaire de police le décide ou sur décision du ministre de la Justice. La loi ne fait pas obligation aux autorités de police de prévenir la famille du détenu ni un quelconque avocat. Aucun tribunal n'est compétent d'ailleurs pour se prononcer sur la validité de toute mesure prise en vertu du présent article, ni ordonner la libération d'un détenu.
Les premières personnes à être détenues puis jugées en vertu de cette loi furent des militants de la SWAPO.
Le militant anti-apartheid, Steve Biko, est notamment mort en garde à vue dans le cadre de cette loi. Il est estimé qu'environ 80 personnes sont mortes en détention dans le cadre de cette loi.

## Peines encourues
La loi sur le terrorisme donne de celui-ci une définition très large, du moment qu'il y a trouble envers l'autorité publique. La loi précise que tout document « trouvé en la possession de l’accusé ou de tout membre de toute organisation soutenue par l’accusé pourrait être utilisé contre l’accusé devant le tribunal » lequel pourra utiliser tout dossier conservé par une organisation que l’accusé soutenait.
L'accusé risque cinq ans de prison au minimum et au maximum la condamnation à mort

## Rétro-activité d'application
La loi sur le terrorisme a été rendue rétroactive à l'année 1962, celle du Sabotage Act. 

## Abrogation
En 1982, le gouvernement de Pieter Botha adopte une nouvelle loi globale sur la sécurité intitulée loi sur la sécurité intérieure, qui incorporait une grande partie de la loi sur le terrorisme de 1967 ainsi que la loi sur la répression du communisme de 1950. La loi sur la sécurité intérieure réaffirma cependant l'autorité du pouvoir judiciaire sur les personnes arrêtées par les forces de sécurité. La loi sur la sécurité intérieure a été à son tour abrogée le 11 novembre 1993.

## Sources